# María Clara Ospina
María Clara Ospina Hernández (Bogotá, 19 de agosto de 1949) es una poeta, novelista,  periodista, columnista y diplomática colombiana. Es la hija menor del presidente Mariano Ospina Pérez y su esposa Bertha Hernández de Ospina.
Ha sido columnista de diarios como El Nuevo siglo,  El Colombiano,  El diario del Huila, La linterna Azul (Bogotá), Libertad digital (España), Democracia Representativa (Venezuela)  y del Diario estadounidense Miami Herald.
Su poesía ha sido incluida en diferentes antologías: El vuelo del cóndor (es el único libro de poesía Colombiana traducido al mandarín), Poesía colombiana del siglo XX escrita por mujeres, Ellas cantan, La vida es bella y Resistir.
Es miembro de la Academia de Historia de Bogotá y de la Academia Bolivariana de Colombia.

## Biografía
María Clara nació en el Palacio de Nariño. Era la hija menor del presidente conservador Mariano Ospina Pérez, quien fue presidente de Colombia de entre 1946 y 1950 y de Bertha Hernández de Ospina. Existe la creencia popular de que María Clara nació el 9 de abril de 1948, durante los sucesos de El Bogotazo, lo cual ha sido desmentido en diversas ocasiones por ella misma.

### Estudios
María Clara terminó su high school en Mount Saint Vincent, Tuxedo Park - New York y egresó de la Universidad EAN, como administradora de empresas en Bogotá- Colombia.

### Matrimonio
María Clara se casó con el publicista bogotano Francisco Lora de Paula, el 6 de junio de 1969, en Miami. Tuvieron 3 hijosː Luis Francisco, Clara María y Mariano Lora Ospina.
Su esposo Francisco fue asesinado en Bogotá el 11 de marzo de 1991, cuando unos delincuentes comunes le robaron su automóvil. 

## Familia
María Clara es hija del expresidente y empresario colombiano Mariano Ospina Pérez, líder del partido Conservador y de la activista, sufragista y política Bertha Hernández de Ospina. Es hermana del político y diplomático Mariano Ospina Hernández.
Su abuelo paterno fue el empresario, educador y humanista Tulio Ospina Vásquez, quien junto a su hermano (tío abuelo de Clara) Pedro Nel Ospina Vásquez,  fueron los encargados de llevar a Colombia el café. Pedro Nel fue presidente entre 1922 y 1926.
Su bisabuelo Mariano Ospina Rodríguez, presidente de Colombia entre 1858 y 1861, y cofundador del Partido Conservador, bastión político de su familia. 

## Obras
- Protagonistas de la Democracia. Una Nueva Generación de Líderes Latinoamericanos. Entrevistas políticas a 16 presidentes latinoamericanos.  (Editorial, New Continents, 1995/ inglés, español).
- Doña Bertha. Biografía de la líder política colombiana, (Editorial Espasa, 1998).
- Caligrafía del Viento. Poesía (Editorial Apidama, 2007). Segunda edición, 2009.
- Entre la Lumbre y el Agua. Poesía (Editorial Apidama, 2009).
- Lenguaje de Maderas talladas. Poesía (Universidad Externado de Colombia, 2011.)
- Vitral de Palabras. Poesía (Editorial Caza de Libros, 2013).
- El Sembrador de Mariposas. Novela (Editorial Planeta, sello EMECE. 2016), segunda edición,2017.
- Lunas Rotas. Poesía (Editorial Apidama, 2018).
- Broken Moons. Poetry (Editorial Apidama, 2019).
- Esta Raíz Sin Tierra. Poesía (Editorial Sial Pigmalión 2023). Premio mejor libro de poesía, en el marco de la Feria del Libro de Madrid 2023. Editorial Sial Pigmalión, (junio 09, 2023).
- La Revolución de las Sufragistas. Precursoras del voto en Colombia. Biografías comentadas. (en taller)

## Seleccionada para participar en diferentes antologías de poesía y ensayo
Las más recientes:
- Poesía Colombiana del Siglo XX Escrita por Mujeres (Editorial Apidama 2013. Tomo I).
- Ellas cantan. Antología de poetas iberoamericanos (Universidad Externado de Colombia, 2019).
- La vida es bella. Antología poética de cine (Editorial, Escarabajo, 2019).
- Resistencia. Antología de poesía latinoamericana, español-francés. (PEN internacional, capitulo Francia, 2019) Feria Internacional del Libro de Guadalajara, 30 de noviembre, 2019.
- El vuelo del cóndor. Primera antología de poetas colombianos publicada en mandarín. Universidad Jorge Tadeo Lozano, 2021.

## Seleccionada para participar en importantes antologías de ensayo y cuento; entre ellas
- Antología de ensayos. El poeta y el paisaje. Universidad Externado de Colombia 2010.
- Cartagena de Indias. Territorio Literario. La reclusa. Editorial Sial Pigmalión.
- Bogotá. Territorio Literario.  Con humo en los ojos. Editorial Pigmalión (por publicar).

## Presentaciones internacionales
- Paris, Casa de las Américas,30 junio, 2008
- Moscú Embajada de Colombia 18 de julio, 2008
- Madrid, Casa de América, Salón Cervantes, julio, 2009
- Miami, Florida, USA. Feria Internacional del libro, 2009, 2014, 2018
- México D.F Salón Cultural Polanco. Noviembre, 2019
- Feria Internacional del Libro de Guadalajara, noviembre, 2019

## Redes Sociales
Facebook: https://www.facebook.com/mariaclara.ospina.3
Instagram: https://www.instagram.com/m.claraospina/